# Sonata fortepianowa nr 24 Beethovena
Sonata fortepianowa Fis-dur nr 24 op. 78 Ludwiga van Beethovena powstała w 1809 r. 
Składa się z 2 części, których wykonanie zajmuje przeciętnie 10 minut. Stosowane niekiedy pominięcie długich repetycji w przetworzeniu i repryzie części I odejmuje 2-3 minuty od czasu wykonania.
W niektórych innych językach stosuje się wobec utworu podtytuł "À Thérèse" (fr. "Dla Teresy"), napisana bowiem została dla przyjaciółki kompozytora, księżnej Thérèse von Brunswick.

## Części utworu
1. Adagio cantabile - Allegro ma non troppo
2. Allegro vivace